# 서승진
서승진(徐承鎭, 1953년 1월 2일 ~ )은 대한민국의 제24대 산림청장을 지낸 관료이다. 본관은 부여이다.

## 학력
- 1979년 : 서울대학교 임학 학사
- 1985년 : 미시간 주립 대학교 대학원 임업경제학 석사
- 1994년 : 서울대학교 대학원 산림자원학 박사

## 경력
- 1993 ~ 1994 : 산림청 산림경영국 경영계획과장
- 1994 ~ 1997 : 대통령비서실 행정관
- 1997 : 산림청 산불통제관
- 1997 ~ 1998 : 산림청 산림경영국장
- 1999.01 ~ 1999.05 : 산림청 산림경영국장
- 1999.05 ~ 2001.01 : 산림청 국유림관리국장
- 2000 ~ 2004.01 : 임업연구원장
- 2004.01 ~ 2006.01 : 국립산림과학원장
- 2006.02 ~ 2008.03 : 산림청장

## 상훈
- 1987년 : 국무총리 표창
- 1999년 : 홍조근정훈장